# Socuéllamos
Socuéllamos es un municipio español de la provincia de Ciudad Real, en la comunidad autónoma de Castilla-La Mancha, situado en la comarca de La Mancha. Limita al norte con los municipios de Pedro Muñoz (Ciudad Real) y Mota del Cuervo (Cuenca); al este con el de Las Mesas (Cuenca) y Villarrobledo (Albacete); al sur, con el de Alhambra (Ciudad Real); y al oeste con el de Tomelloso (Ciudad Real). Su término municipal tiene una extensión de 374,10 km², a una altitud media de 680 m s. n. m. y cuenta con una población de 12 098 habitantes (INE 2022). Por su extensión ocupa el lugar número catorce de los ciento dos municipios de que consta la provincia y por población, el once, ordenados de mayor a menor.

## Historia

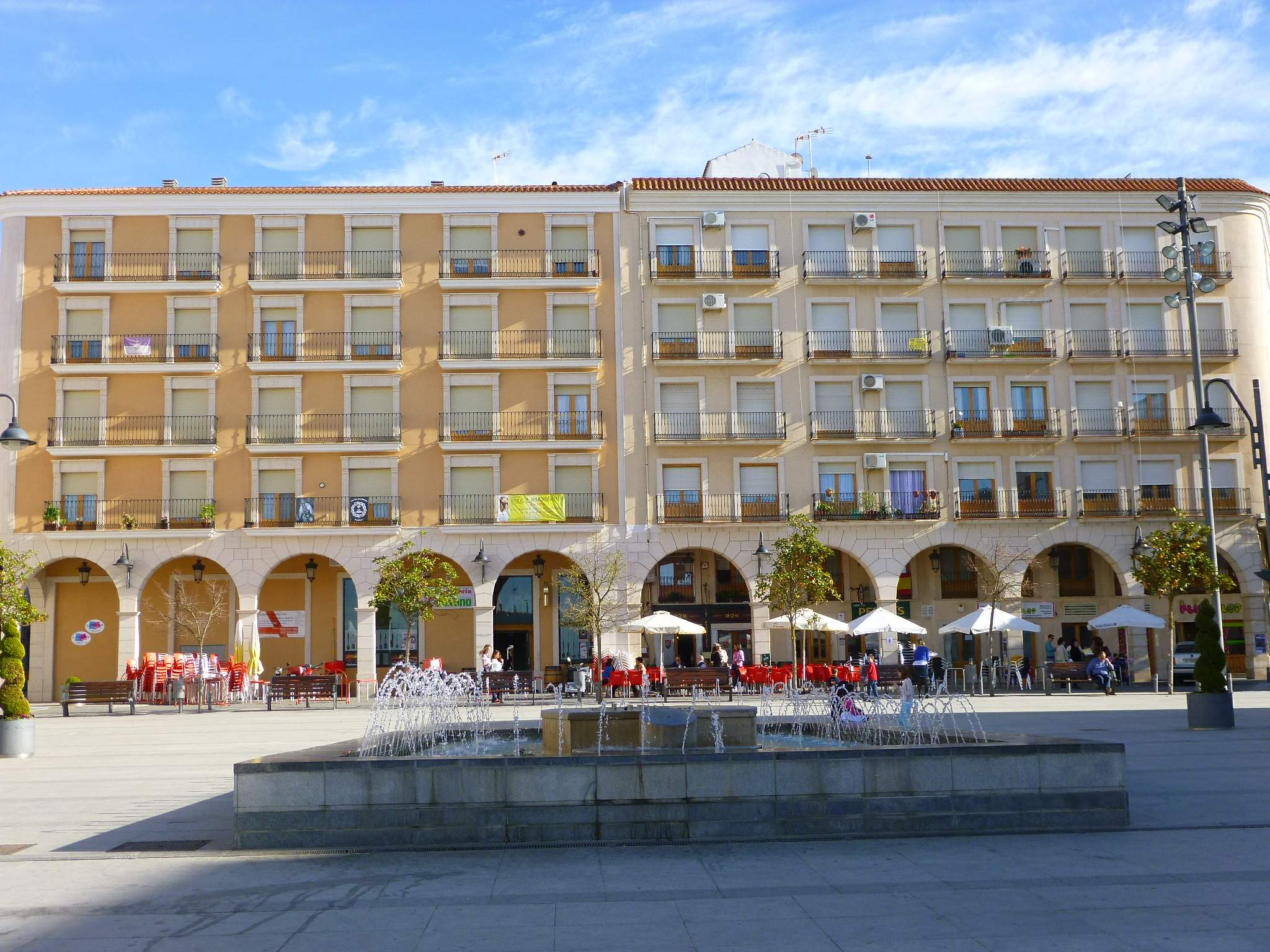
Plaza de la Constitución

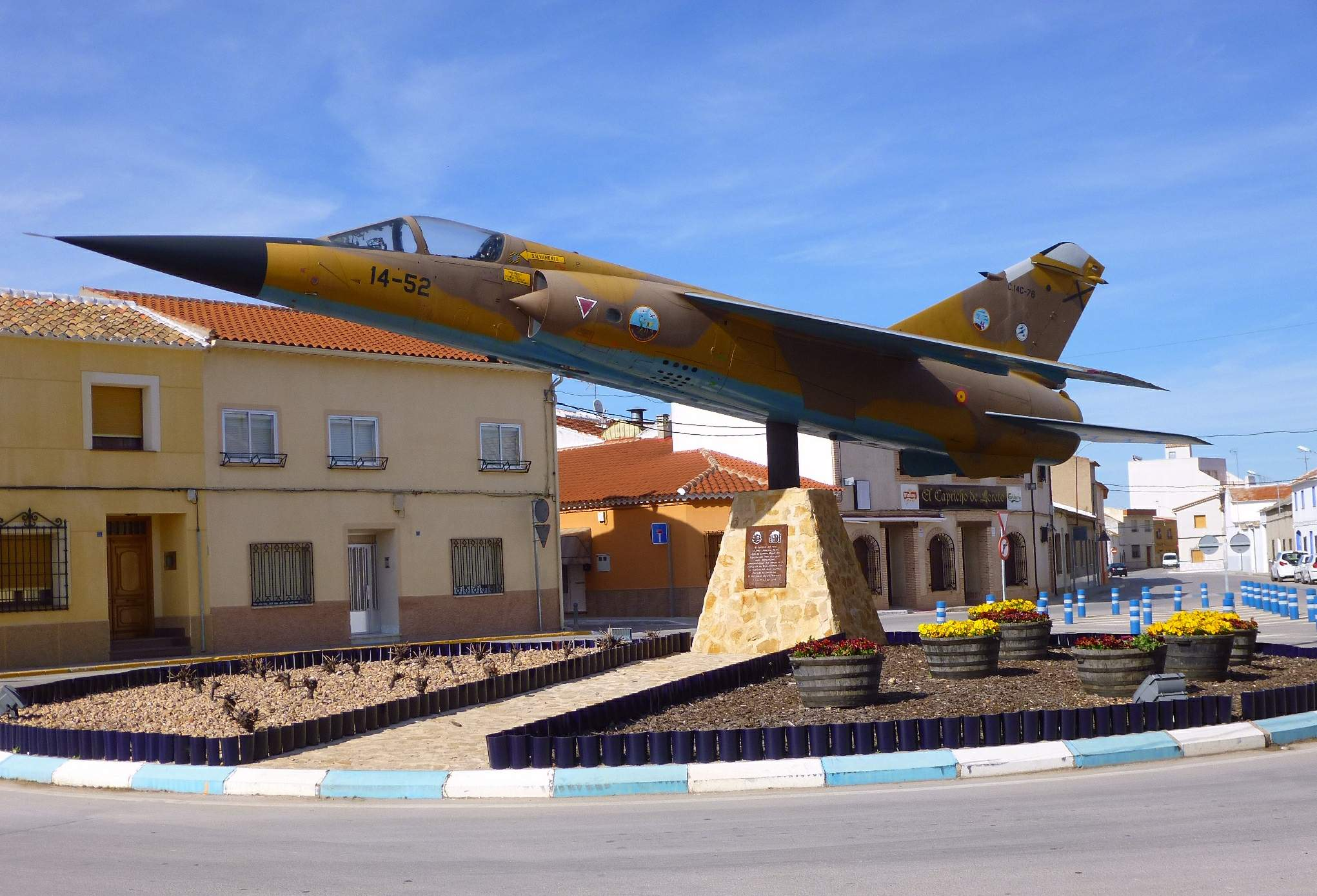
Monumento al Mirage F1

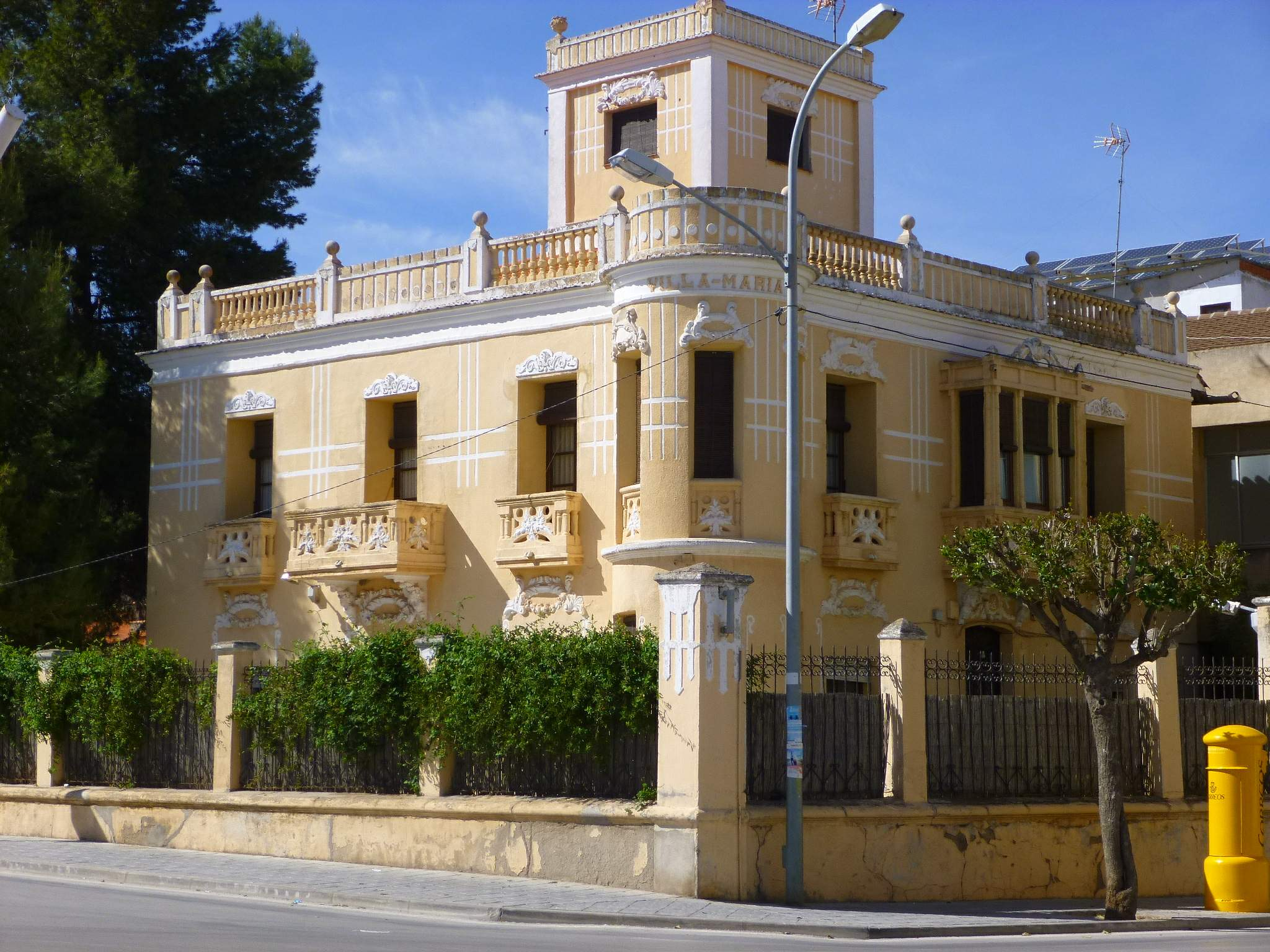
Villa María

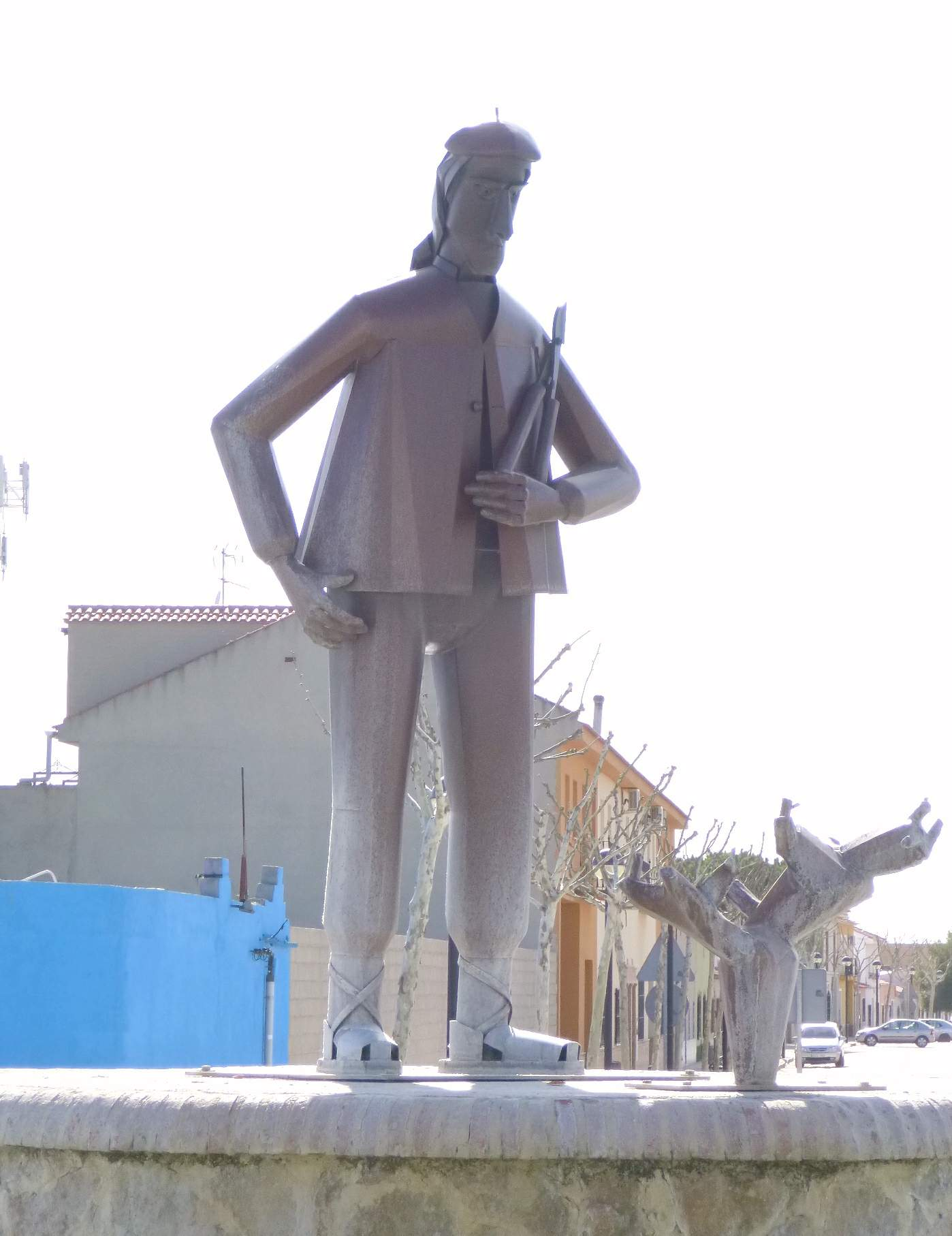
Monumento al Podaor

El origen de la actual población de Socuéllamos hay que situarlo en la una elevación del Córcoles, cerca de una laguna que existió hasta el siglo XX que recibía el nombre de La Hoyuela, siguiendo un patrón común de asentamiento desde el Neolítico y la Edad del Bronce similar a poblaciones manchegas cercanas como Manjavacas, Mota del Cuervo o Pedro Muñoz. Por este motivo, pueden encontrarse cantos tallados pertenecientes al periodo del Paleolítico Inferior y lascas y láminas trabajadas desde el Paleolítico Medio (hace 40 000 años).
Antes de su asentamiento en la ubicación que ahora ocupa, existieron otros núcleos previos como Vejezate, El Pozo Bernaldo y Villarejo Rubio que, poblados desde la Edad del Bronce, y después de ser importantes núcleos medievales, desaparecieron antes del siglo XVI.
La primera referencia documental que tenemos de la existencia de Socuéllamos, son los privilegios repobladores concedidos por la Orden de Santiago y su Maestre Juan Osórez a finales del siglo XIII (1298), que consistían en que todo aquel que construyera una casa y plantara dos aranzadas de viña estaba exento de todo pecho y tributo salvo el diezmo al Monasterio de Uclés. Estas franquezas permanecieron en vigor incluso con el emperador Carlos I.
Hasta 1468, en que la población tenía noventa vecinos, no volvemos a tener noticias del núcleo, aunque se sabe que no se despobló. Sí lo hicieron, sin embargo, el resto de poblaciones cercanas, como Pedro Muñoz, Manjavacas, Villarejo Rubio y Vejezate.
Villarejo Rubio fue, según Inocente Hervás y Buendía (posiblemente tomado de José López de Agurleta) la primera cabeza del señorío de la Orden en la comarca (1235-1240), que fue efímera ya que este pueblo pasó a depender de Campo de Criptana poco después. Desde ahí, la dirección pasó a Vejezate, una vez que su casa fuerte fue donada a la Orden de Santiago y a Pedro Fernández por privilegio de Alfonso X El Sabio en el año 1256.
En el año 1478, el Comendador de Vejezate, Lorenzo Mexía, en plena Guerra de Sucesión Castellana, decide que no dispone de medios suficientes para defender la Torre de Vejezate por lo que la destruye y la abandona, empleando los 200 000 maravedíes que le había entregado la Orden para reconstruir la Casa-Encomienda de Socuéllamos. Esto supone, de hecho, un nuevo cambio en la cabeza de la encomienda santiaguista.
A partir del año 1494 llegaron los Mendoza, de las Casas de Tendilla y Mondéjar (Guadalajara), con Íñigo López de Mendoza, el "Gran Tendilla", al frente, como premio por su embajada en Roma. Su hijo, Antonio de Mendoza, fue el primer virrey de Nueva España y segundo del Perú y su nieto, Francisco de Mendoza, "El Indio", primer señor de Estremera (Madrid), administrador de las minas de los reinos y de Guadalcanal y capitán general de las Galeras de España.
El Socuéllamos de entonces, dependiente del Tribunal de Cuenca, es uno de los pueblos de toda Castilla-La Mancha con mayor actividad inquisitorial, debido a la llegada de cuarenta familias moriscas a finales del siglo XVI, expulsadas de Granada por la rebelión de las Alpujarras de 1568.
Con la llegada de la Pequeña Edad de Hielo las temperaturas disminuyeron y aumentó la pluviosidad. Es el momento en el que se produce el hundimiento de las Lagunas de Ruidera y en Socuéllamos este hecho supone, al estar situado al lado de un río y sobre un acuífero muy somero, que se produzcan frecuentes inundaciones, epidemias y años sucesivos de sequía y carestía; provocando unas graves crisis en los años 1570 y 1585 y generalizadas durante todo el siglo XVII. Esta situación, unida a la crisis política provocada por los frecuentes pleitos con las villas vecinas y el endeudamiento endémico que esto conllevó, provocó que en 1708 estuviera a punto de desaparecer, quedando a salvo por el traslado en bloque de toda la población a lugares más elevados y abandonando el antiguo emplazamiento.
Durante el siglo XVIII tuvo lugar uno de los episodios modernos más importantes, en lo que a demografía y economía se refiere, de Socuéllamos. Desde 1530, los asentamientos de quinterías alrededor del pozo del Tomilloso fueron cada vez más numerosos. En 1589 se produjo el primer intento de independencia de Tomelloso, pagando una cantidad de maravedíes a la Corona, apelando Socuéllamos a esta concesión de independencia que ganó en 1592. Esta pedanía, que ya en el siglo XVIII superó en población a Socuéllamos, solicitó de nuevo la independencia, que le fue concedida en 1758, aunque su efectividad no se dio hasta 1769 cuando Tomelloso y Socuéllamos llegaron a un acuerdo sobre el término adjudicado a la villa y a la indemnización a pagar.
La guerra de la Independencia española (1808-1814) también dejó su huella: los socuellaminos junto con los vecinos de la comarca, integraron el ejército del Centro y fueron derrotados el 13 de enero de 1809. Esto posibilitó las visitas de diversas tropas del ejército francés a Socuéllamos para proveerse de víveres y otros menesteres, en el tiempo que duró la contienda, sin desarrollarse otros sucesos de gran importancia.
El despegue poblacional y económico de Socuéllamos vino con la revolución industrial y con la construcción del ferrocarril entre Madrid y Albacete (1851-1855) y posteriormente hasta Alicante (1858), hecho que provocó una mejora de las comunicaciones para la comercialización de los productos agrarios. El estallido de la Guerra Civil y los años de la dictadura supusieron un estancamiento de su economía, centrándose casi exclusivamente en la explotación agrícola. Los últimos años del franquismo y la llegada de la democracia implicaron el despegue económico de la ciudad, consolidándose como una de las más importantes de la provincia de Ciudad Real no solo en el sector primario sino también en los servicios.

### Etimología
La etimología del topónimo es difícil y controvertida. La que parece más probable es la proveniente del latín: "[Locus] sub quem Lamos [fluvit]", "lugar bajo el cual Lamos fluye", ya que el río que pasa por su vera parece haber sido llamado Lamos, de donde Laminium, posible Daimiel.

## Símbolos

### Escudo
El escudo de la ciudad quedó instaurado por decreto del Ministerio de Gobernación el 16 de diciembre de 1955 a propuesta del Ayuntamiento de Socuéllamos de conformidad con el dictamen de la Real Academia de la Historia. Este se compone de tres cuarteles: el cuartel superior de la izquierda, sobre verde o sinople, torre con sus almenas, una puerta y dos ventanas; el cuartel superior derecha, sobre azul o azur, la cruz de Santiago; el cuartel inferior en punta, sobre rojo o gules, racimo de uvas.
La torre se adopta como signo de fidelidad, en relación con los orígenes de la Torre de Vejezate, sobre un campo verde que denota esperanza, fe, amistad, servicio y respeto. La cruz de Santiago es por haber pertenecido Socuéllamos a la Orden de Santiago, sobre azul que representa la justicia, la verdad, la lealtad, la hermosura, la nobleza, la dulzura y la vigilancia. El racimo de uvas se debe a ser este uno de los principales sustentos económicos tradicionales de la ciudad, sobre rojo que denota fortaleza, osadía, alteza y ardid.

### Bandera
La bandera de la puebla está basada en tres colores: rosa azul y amarillo plátano aceptados por el Ayuntamiento de Socuéllamos el 18 de junio de 1998. Sus dimensiones son de 100:150 cm y está formada por cuatro colores, de arriba abajo y de izquierda a derecha, con colocación cuartelada en aspa con el siguiente orden: cuartel superior en azul o azur, cuartel izquierdo en blanco o plata con el escudo de Socuéllamos centrado en su interior, cuartel derecho rojo o gules y cuartel inferior verde o sinople.

### Himno
El Himno a Socuéllamos, compuesto en 1948, es un poema Julio Mata, párroco de Socuéllamos nacido en Murcia, con música de Juan Moragues, director de la banda municipal de música de Socuéllamos nacido en Algemesí (Valencia).

## Demografía
Socuéllamos cuenta con una población de 12 157 habitantes (INE 2024).
| Gráfica de evolución demográfica de Socuéllamos entre 1842 y 2021                                                   |
| |
| Población de derecho según los censos de población del INE Población de hecho según los censos de población del INE |

## Administración y política

### Resultados de las elecciones municipales

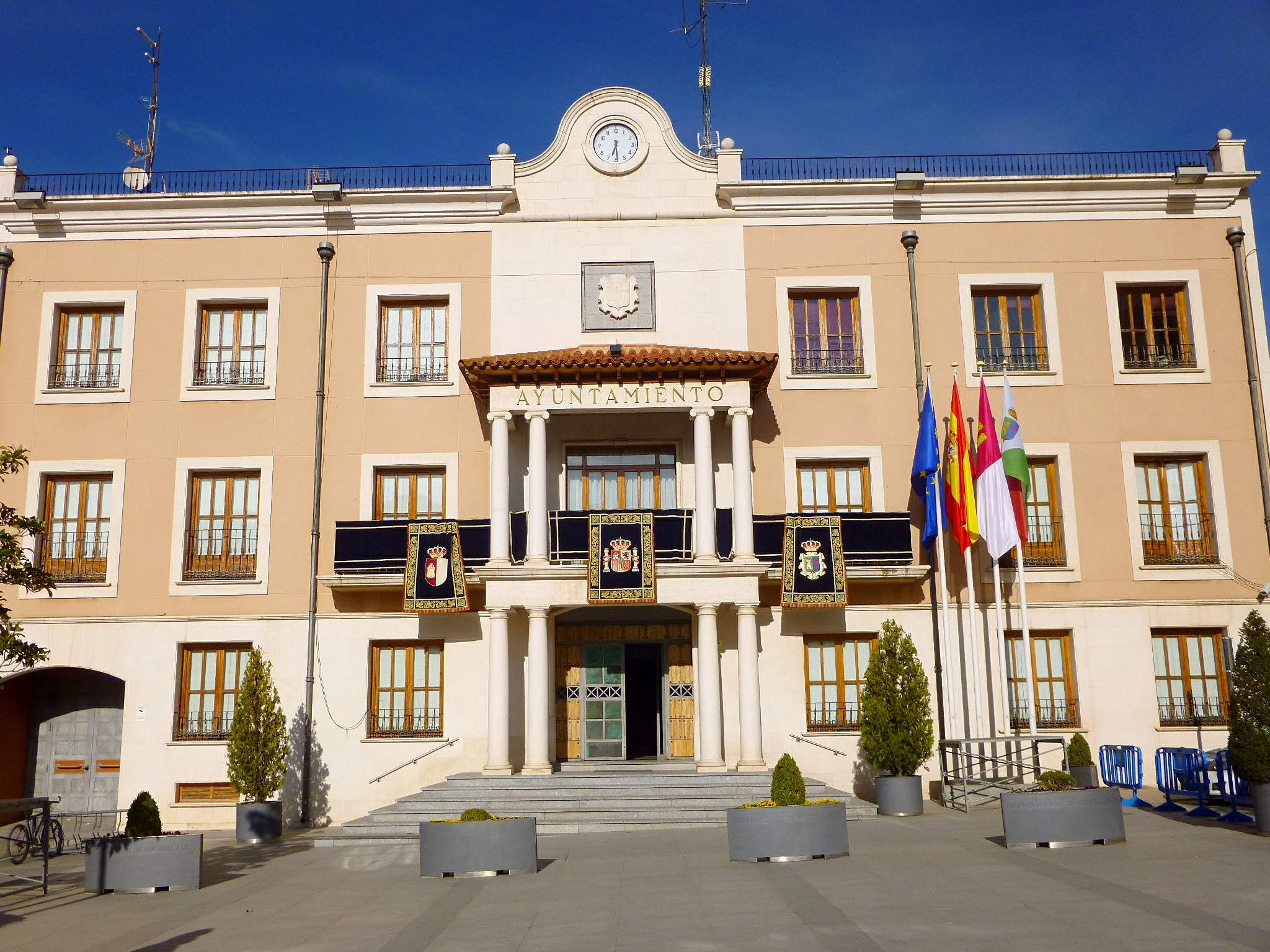
Ayuntamiento de Socuéllamos

| Elecciones municipales en Socuéllamos                                                                        |      |      |      |      |      |      |      |      |      |      |      |      |
| Elecciones                                                                                                   | 1979 | 1983 | 1987 | 1991 | 1995 | 1999 | 2003 | 2007 | 2011 | 2015 | 2019 | 2023 |
| Legislatura                                                                                                  | I    | II   | III  | IV   | V    | VI   | VII  | VIII | IX   | X    | XI   | XII  |
| PPa |      | 6    | 5    | 6    | 9    | 10   | 9    | 9    | 9    | 8    | 5    | 5    |
| PSOE | 3    | 2    | 4    | 7    | 5    | 7    | 8    | 8    | 8    | 8c   | 10   | 8    |
| IUb | 7    | 8    | 6    | 2    | 3    |      |      |      |      |      |      |      |
| Independientes                                                                                               | 4    |      |      |      |      |      |      |      |      |      |      |      |
| UCD | 3    |      |      |      |      |      |      |      |      |      |      |      |
| CDS |      | 1    | 1    | -    |      |      |      |      |      |      |      |      |
| Agrupación Independiente de Socuéllamos                                                                      |      |      |      | 2    |      |      |      |      |      |      |      |      |
| PDP-Agrupación de Agricultores Independiente                                                                 |      |      | 1    |      |      |      |      |      |      |      |      |      |
| UPyD |      |      |      |      |      |      |      |      |      | 1    |      |      |
| Vox |      |      |      |      |      |      |      |      |      |      | 2    | 4    |
| Partido Social-Demócrata de Castilla-La Mancha                                                               |      |      |      | -    |      |      |      |      |      |      |      |      |
| PRCM |      |      |      |      | -    |      |      |      |      |      |      |      |
| UdCa |      |      |      |      |      |      | -    |      |      |      |      |      |
| aEn 1983 como AP-PDP-UL, en 1987 como AP bEn 1979 y 1983 como PCE cEl PSOE fue el partido más votado en 2015 |      |      |      |      |      |      |      |      |      |      |      |      |

### Composición del Ayuntamiento (elecciones 2023)
| Partido político                         | 2023  | 2023       | 2023 |
| Partido político                         | %     | Concejales |      |
| Partido Socialista Obrero Español (PSOE) | 45,17 | 8          |      |
| Partido Popular (PP)                     | 30,74 | 5          |      |
| Vox                                      | 22,86 | 4          |      |
|                                          |       |            |      |

### Corporación municipal
El Ayuntamiento de Socuéllamos, tras las elecciones municipales de 2023, en su XII legislatura, está gobernado por el PP y VOX, encabezado por M.ª Concepción Arenas Mulet, con el apoyo favorable de los concejales de VOX para su investidura, al haberse comprometido al pacto de cogobierno.
El pacto de gobierno conforma un gobierno de coalición de las fuerzas de derecha y centroderecha en el que los concejales de VOX trabajarán por Socuéllamos en las concejalías: Hacienda, Economía, Industria, Comercio, Seguridad, Agricultura, Gestión de Residuos, Sanidad, Familia, Bienestar Social, Medio Ambiente, Envejecimiento activo y Cementerio.
Por parte de la formación del PP: Personal, Cultura y Festejos, Deportes, Educación, Juventud, Turismo y Urbanismo.
```
Desde el 17 de mayo del 2023, el Ayuntamiento se compone de la siguiente manera:
```

| |                                                  |                            |  |  |  |
| Corporación municipal de la XII legislatura                                                                                               |                                                  |                            |  |  |  |
| Cargo | Partido                                          | Titular                    |  |  |  |
| Alcaldesa |                                                  | Mª Concepción Arenas Mulet |  |  |  |
| 1.º Teniente de alcalde Concejal de Hacienda, Seguridad ciudadana, Desarrollo empresarial, Industria y Comercio.                          | José Luis Romero del Hombrebueno y Gómez de Mena |                            |  |  |  |
| Concejala de Educación, Envejecimiento activo, Mercadillo, OMIC, Consejo Escolar de Localidad, Infancia, Biblioteca y Universidad Popular |                                                  |                            |  |  |  |
| Concejala de Urbanismo, Medio Ambiente y Obras Municipales                                                                                |                                                  | Mulet                      |  |  |  |
| Concejal |                                                  |                            |  |  |  |
| Concejal |                                                  |                            |  |  |  |
| Concejala |                                                  |                            |  |  |  |
| Concejala |                                                  |                            |  |  |  |
| Concejal |                                                  |                            |  |  |  |
| Fuente: Ayuntamiento de Socuéllamos |                                                  |                            |  |  |  |

## Geografía
El término municipal tiene una extensión de 374,10 km² y está situado una altitud media de 680 m s. n. m. El término municipal tiene una superficie total de 37 100 ha, una superficie urbana de 350 ha y una superficie rústica de 36 750 ha.
El principal río que atraviesa el término municipal es el Záncara, uno de los principales afluentes del Guadiana. Otro río más cercano al núcleo urbano es el Córcoles, un afluente del Záncara. En cuanto a aguas subterráneas, Socuéllamos pertenece al sistema del acuífero 23, uno de los más importantes de la Península.

### Clima
El clima de Socuéllamos es de tipo mediterráneo continental, con inviernos fríos y veranos calurosos. Según la clasificación climática de Köppen-Geiger este clima es considerado BSk que, en términos coloquiales, se denomina estepario. La temperatura media máxima absoluta es de 40 °C y la mínima de -8 °C. Las temperaturas extremas conocidas por el autor son: -19 °C el 3 de enero de 1971, y 44 °C el 13 de julio de 2017 (se volvió a repetir el 13 de agosto de 2021). La tempetatura media anual es de 14 °C, y las precipitaciones medias oscilan alrededor de los 400 mm., con grandes irregularidades estacionales. La humedad relativa del aire es baja y las horas de luz solar anuales varían entre 2600 y 2900. Durante las noches invernales, con cielo despejado y sin viento, son frecuentes las heladas de irradiación. La nieve, salvo excepción, es escasa y un fenómeno no muy frecuente. Dado que La Mancha está rodeada de grandes montañas y al ser los vientos dominantes del suroeste, estos proporcionan las lluvias más importantes.
| Mes                           | Media | Ene  | Feb  | Mar  | Abr  | May  | Jun  | Jul  | Ago  | Sep  | Oct  | Nov  | Dic  |
| ----------------------------- | ----- | ---- | ---- | ---- | ---- | ---- | ---- | ---- | ---- | ---- | ---- | ---- | ---- |
| Temperatura máxima media (°C) | 21    | 10,1 | 12   | 15,7 | 18,2 | 23,3 | 28,8 | 33,9 | 33,4 | 28   | 20,9 | 14,2 | 10,2 |
| Temperatura mínima media (°C) | 8     | 0,6  | 1,5  | 3,2  | 5,4  | 9,3  | 13,6 | 17   | 17   | 13,6 | 8,9  | 4,3  | 1,2  |
| Lluvias (mm)                  | 446   | 37,4 | 44,9 | 36,2 | 48,9 | 48,8 | 32,1 | 9,2  | 13,5 | 28,1 | 44   | 49,8 | 48,3 |
|                               |       |      |      |      |      |      |      |      |      |      |      |      |      |

## Cultura

### Fiestas populares
Las fiestas patronales se celebran del 9 al 15 de agosto, en honor al Santísimo Cristo de la Vega. El 8 de septiembre se celebra la festividad de la Virgen de Loreto. También son festivos los días 1 y 2 de noviembre, festividades de Todos los Santos y de los fieles difuntos, respectivamente, fecha en la que se celebra la Feria de los Santos.
Durante el fin de semana más cercano al día 15 de mayo tiene lugar una romería en honor a San Isidro Labrador. Esta se celebra en el paraje de Titos, a orillas del río Záncara, localizado a 5 kilómetros de distancia de la ciudad.
También son de particular interés las fiestas de las Cruces de Mayo, relacionadas con los Mayos, de gran arraigo en La Mancha, y la fiesta de San Cristóbal, en honor a los camioneros.

### Carnaval
Dentro de las fiestas populares, destaca el carnaval socuellamino, que ha adquirido cierta fama en los últimos años, destacando sus dos días más populares, el que da inicio y el que da final a la fiesta. El primero se encarga de inaugurar el inicio de esta fiesta con el pregonero y la reina del carnaval, los cuales cada año son diferentes. Este día atrae a una altísima participación de habitantes de la ciudad y numerosos visitantes de la región. El desfile de comparsas locales y regionales suele contar con una altísima participación, normalmente 25 comparsas locales y regionales, haciendo participar alrededor de unas 2000 personas en su concurso. Tal es el interés, que el Ayuntamiento de Socuéllamos ha tenido que poner un límite de participantes debido a la cantidad de comparsas de fuera de la ciudad que quiere participar en este desfile, llegando en el año 2012 a contar con unas 30 comparsas.
Las peñas más antiguas y destacadas de la ciudad, algunas han conseguido numerosos premios por toda Castilla-La Mancha son las responsables del éxito del carnaval:
- Peña Maske
- Peña Los Mismos
- Peña Male Male Mía
- Asociación Cultural Las Musas
- Los "de sobra"

### Música
La música constituye para la ciudad una de las mayores aportaciones culturales. Desde las diferentes bandas de cornetas y tambores, hasta la banda municipal de música, fundada en 1880, estando entre las más antiguas de España; el Coro Jesús Montalbán, la coral Maestro Moragues, la asociación folclóricomusical El Lagar, en lo que se refiere a la música tradicional. Respecto a la música contemporánea, a Nostradamus (extinto grupo de rock), Atrapa2 (pop-rock), La Mariskería Rock y 69 Fluidos (alternative-rock).

### Literatura
Socuéllamos es una ciudad con una gran capacidad de creación cultural, también en el ámbito de la literatura. Numerosos premios, como el Certamen de Poesía Carmen Arias o el Premio de Poesía Ramón Alarcón, ahora extintos, o el Certamen de Poesía del Santísimo Cristo de la Vega, todavía vigente, atestiguan este interés por la creación literaria.
En su estudio sobre la producción literaria en Socuéllamos, el investigador Enrique Lomas considera la existencia de cuatro etapas. La primera correspondería con la literatura oral, común a toda La Mancha en muchos casos al tratarse de canciones o de relatos sobre las labores agrícolas, la vida cotidiana o la religión. La segunda correspondería con la transcripción de esa literatura oral, mediante la fijación de los textos populares por parte de algunos autores o de compendios de tradiciones y folclores. La tercera (desde la década de 1930 hasta la actualidad) corresponde con el inicio de la creación literaria, cuyas temáticas volverán a ser la tradición, el paisaje, las labores del campo, la religión, el amor o el mismo Socuéllamos, cultivándose principalmente el género de la poesía. Se caracterizan por ser unas creaciones sencillas e inmediatas, que responden a la preocupación de expresar lo más íntimo, sin grandes innovaciones formales. Algunos de los escritores pertenecientes a esta etapa son Elías Alcolea, Enriqueta Leal, Ubaldo Visier, Pedro Muñoz, Fernando Charco y Antonio Bello. Finalmente, la cuarta correspondería con el despegue de la modernidad literaria (desde 1990 hasta nuestros días) y está marcada por una mayor integración de los escritores en redes de cultura oficial, por el surgimiento de nuevas temáticas y nuevas formas expresivas estéticamente más depuradas y por una mayor difusión de los textos. Algunos de los autores que forman parte de este período son Manuel Parra, Juan José Alcolea, Vicente Martínez, Alain Martín, Ignacio Ballestero o Jesús del Socorro. Una muestra de toda esta producción se puede encontrar en el único número publicado de Abeyezat. Revista de literatura editada por Enrique Lomas y Manuel Parra.
Otro aspecto importante de la literatura en Socuéllamos es la enorme tradición teatral que existe en la ciudad, tanto la promovida por los centros educativos como por compañías de teatro amateur de gran calidad como Oretania Teatro o Aspaviento Teatro.

### Monumentos y museos

#### Iglesia parroquial de Nuestra Señora de la Asunción

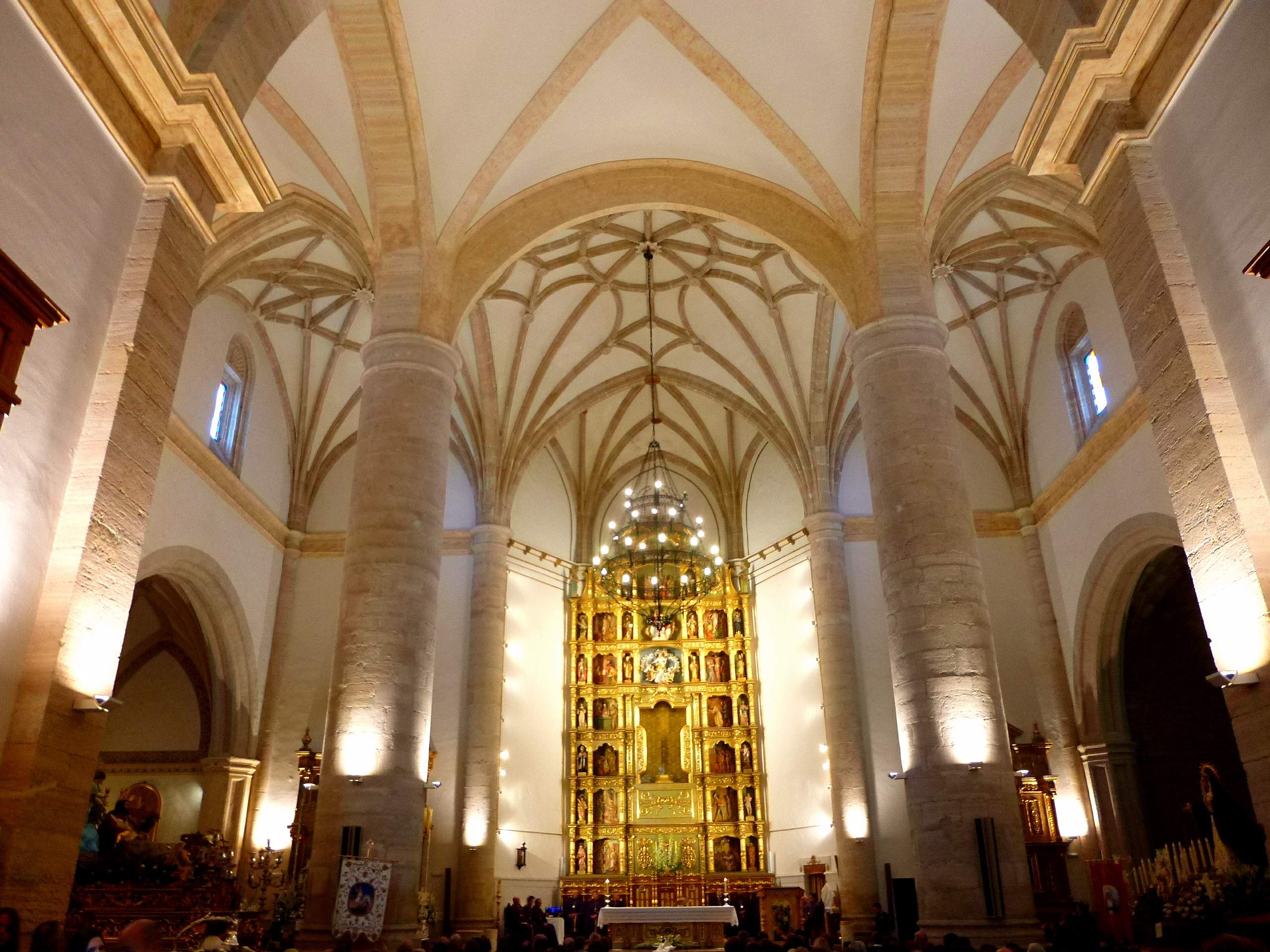
Interior de la iglesia de Nuestra Señora de la Asunción

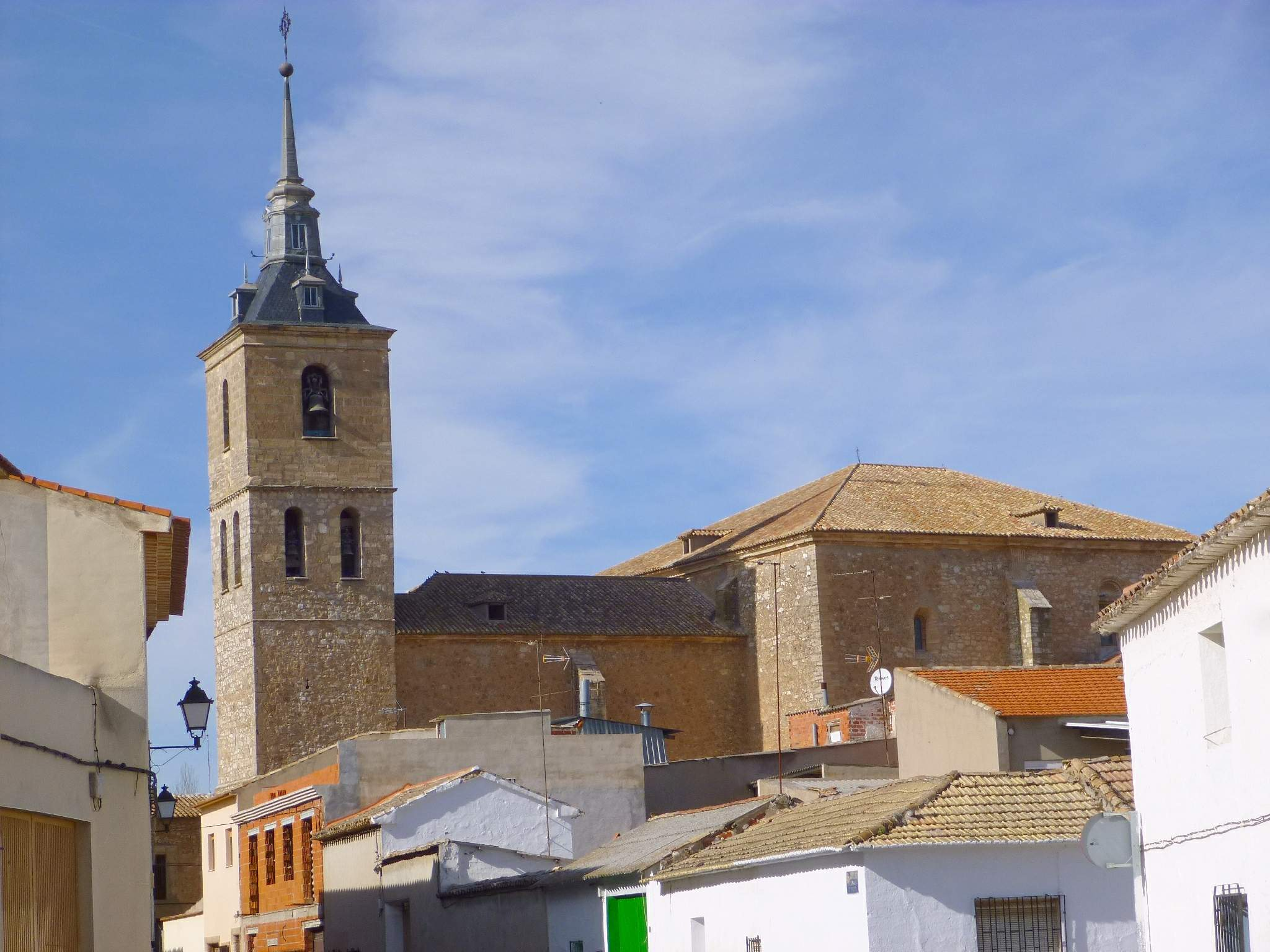
Iglesia de Nuestra Señora de la Asunción

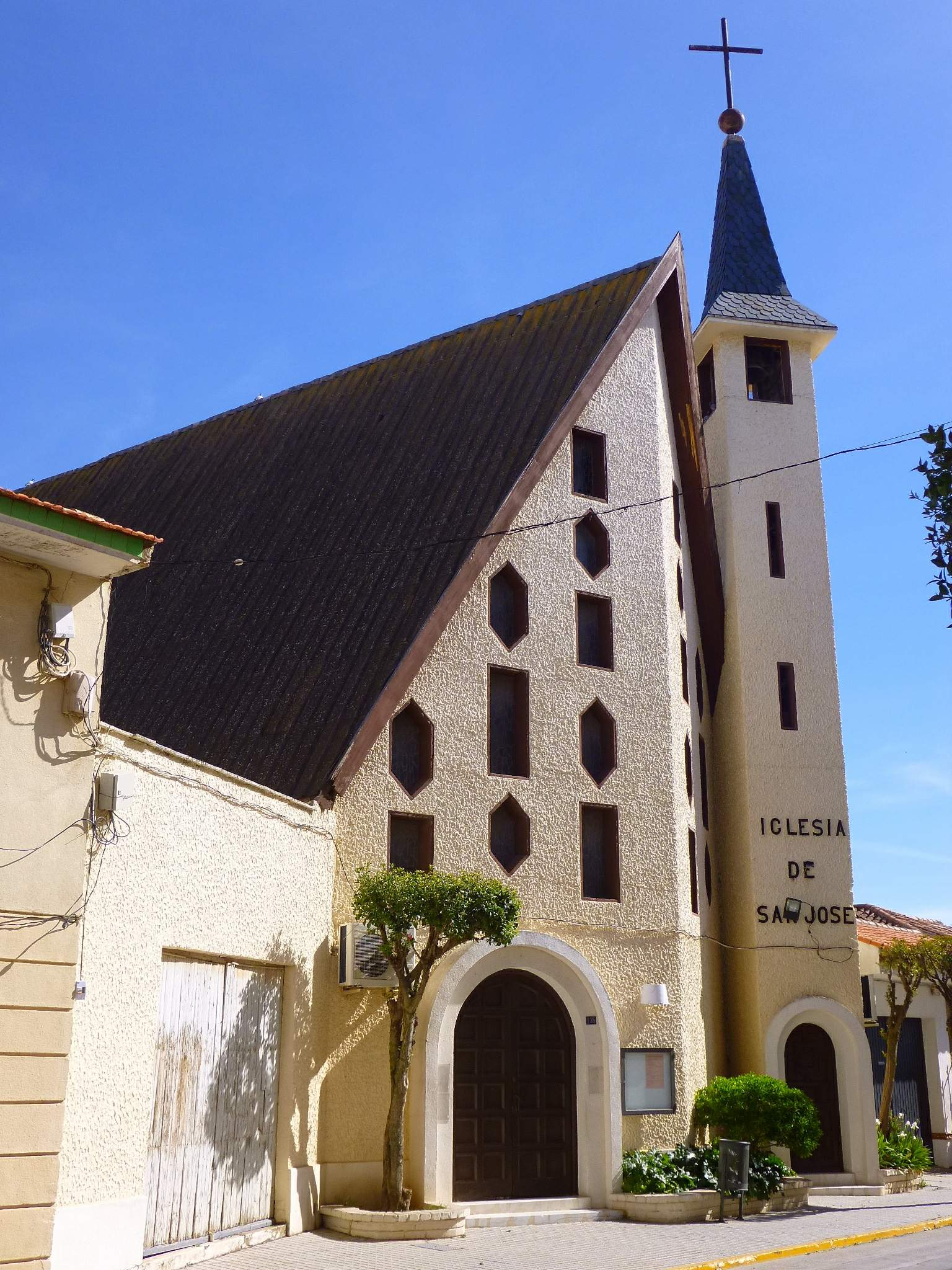
Iglesia de San José

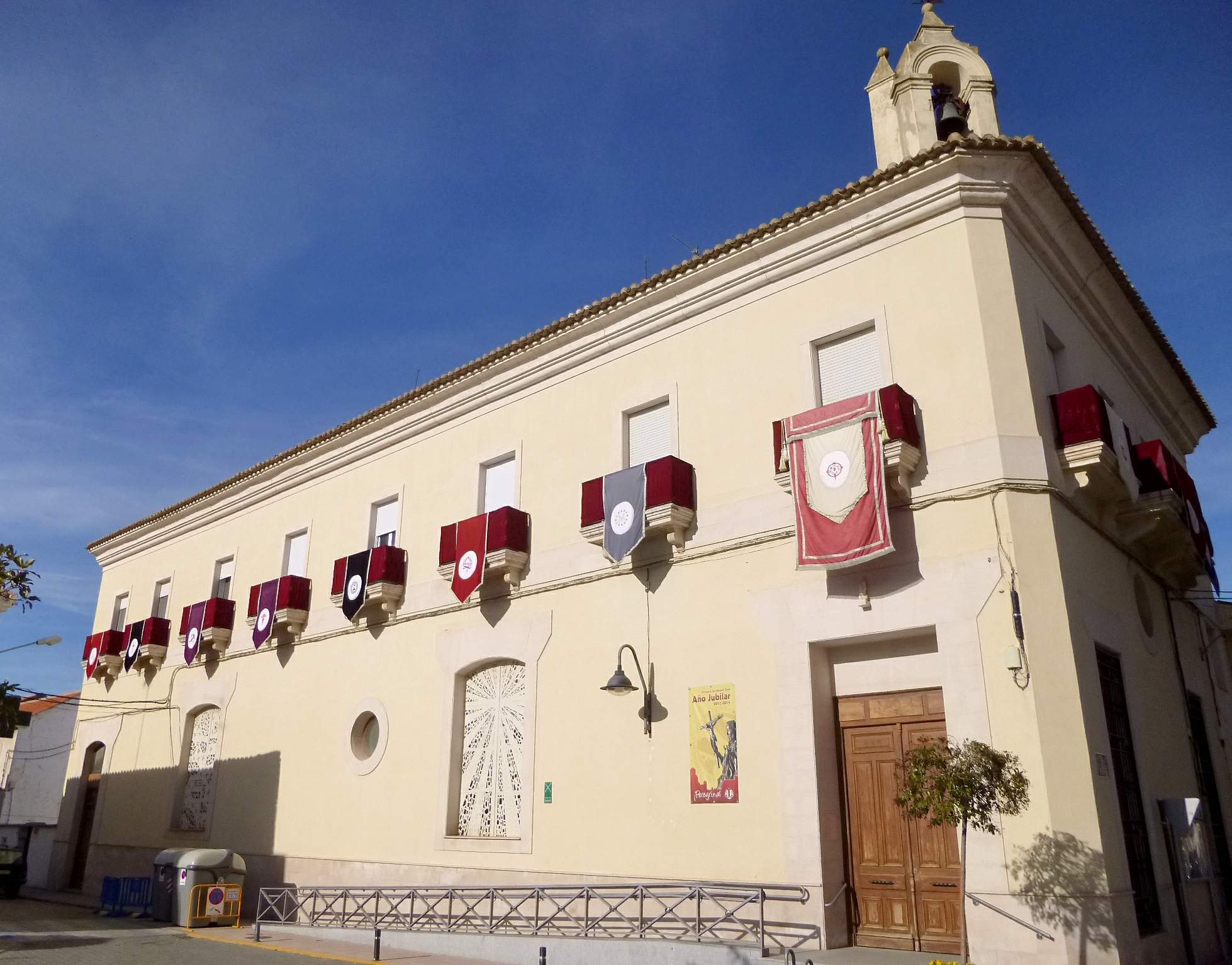
Capilla de María Inmaculada

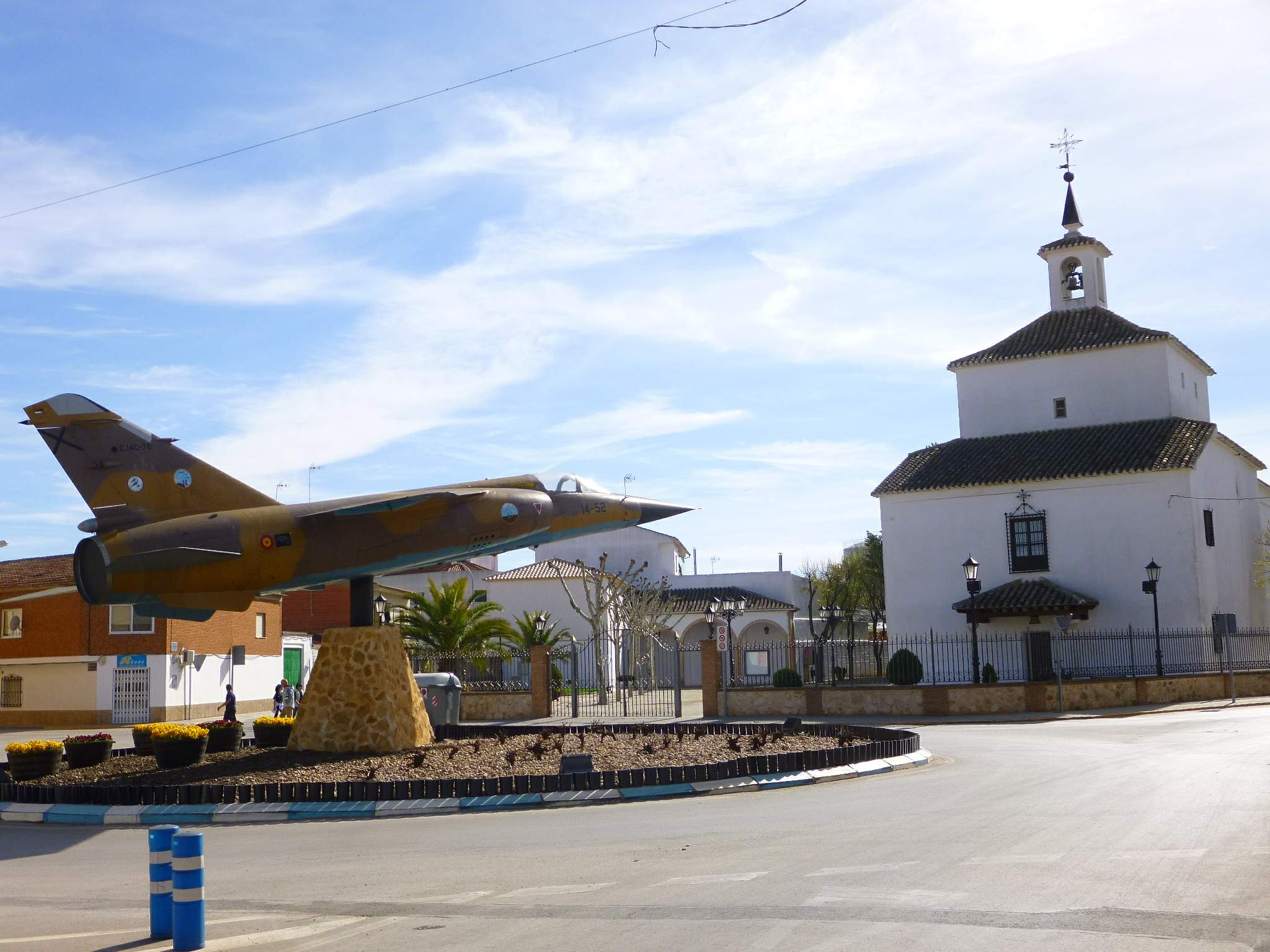
Ermita de Nuestra Señora de Loreto

Desde el primer momento que se hizo la refundación de Socuéllamos a finales del siglo XIII existió un lugar de culto situado en el mismo solar que la iglesia actual, pero debido a la pobreza de sus materiales ha quedado constancia del mismo, salvando unos túneles formados por arcos de medio punto de ladrillo anteriores a 1550 que dejaron de utilizarse por la subida de las aguas y la inundación constante de los mismos. Las primeras referencias documentales a la iglesia empiezan en el 1478 y 1480 con las visitas de Uclés. En estos momentos se describe un edificio de tapia (barro) con la cubierta de madera blanca labrada vista que podían tener una antigüedad de 100 años. La pobreza inicial de la construcción a lo largo de las décadas por los regalos de particulares: ornamentos de la iglesia medieval, dos esculturas en la capilla de Cristóbal Quiralte y seis en la de Santa Lucía y el retablo medieval (ha tenido cuatro a lo largo de su historia). Este altar era blanco de madera de pino con las figuras de la Virgen María, que será sustituida en 1507 por una de Santa Ana.
En 1490, Isabel Rodríguez funda una capellanía dedicada a Santa Lucía que se convertirá en capilla y altar en la parte derecha del altar mayor y a la izquierda, a partir de 1505, la capilla de Quiralte queda dedicada a San Andrés. En 1528 se le une un altar dedicado a La Piedad.
A finales del XVII se hizo la subasta de la reforma completa de la iglesia. Las obras terminaron en 1750 con la realización de la torre, que se mantuvo en pie hasta que un accidente pirotécnico la destruyó en 1903, siendo reconstruida en 1956 gracias a la aportación económica del matrimonio Arias, añadiéndole altura y esbeltez. En 1970 el mismo matrimonio decidió construir una capilla a la derecha del altar mayor, obra de Antonio Gómez Villaseñor.
Entre 1775 y 1795 se construyó el retablo con traza de Salzillo y talla de José Castell, imaginero de la ciudad. Destruido durante la guerra civil española, el nuevo fue construido a mediados del XX con estilo corintio, tallado en madera y decorado con pinturas religiosas. Durante la contienda bélica, la iglesia fue quemada, las puertas fueron tiradas para que los carros pudieran pasar por en medio. En este tema hay controversia: algunos vecinos aseguran que pasaron, incluso que hubo disparos en el interior; otros, en cambio, aseguran todo lo contrario, que se impuso la cordura y las puertas se colocaron en su lugar rápidamente y no llegaron a entrar. Lo que sí es cierto es que el retablo, la sillería, muchas imágenes, el órgano, las balaustradas del fondo, la capilla y el coro fueron quemadas, así como los altares y los ornamentos religiosos.

#### Capilla de María Inmaculada
La capilla de María Inmaculada fue en sus orígenes el edificio del casino de la ciudad, comprada por la Iglesia tras la guerra civil española. Se trata de un edificio clásico construido a finales del siglo XIX y que, además de la zona de culto, cuenta con el archivo parroquial de la ciudad y las dependencias de Cáritas parroquial.

#### Ermita de Nuestra Señora de Loreto
Es la antigua capilla del cementerio que se ubicó en lo que actualmente es un parque municipal, entre 1805 y 1913. Si bien el edificio original data de principios del siglo XVII, la construcción del actual comenzó en 1716, no acabándose hasta 1767. Su interior fue destruido durante la guerra civil española, reconstruido durante la postguerra y ampliado en 1974.

#### Ermita de San Antonio
Es una pequeña ermita ubicada en El Llano inaugurada en 1948, dedicada a San Antonio.

#### Ermita de San Isidro
En 1947, el párroco de la ciudad, Julio Mata, promovió la celebración de la festividad de San Isidro Labrador. Este fue el punto de partida de lo que más tarde se convertirá en la romería que tiene lugar el fin de semana inmediato al 15 de mayo todos los años y que gira en torno a la ermita que se mandó construir para ello junto al Río Záncara, en Titos.

#### Ermita de San Cristóbal
A pesar de que ya existió otra ermita bajo esta advocación, la actual ermita de San Cristóbal se mandó construir en 1994, promovida por la Hermandad de camioneros de Socuéllamos.

#### Palacio de la Encomienda

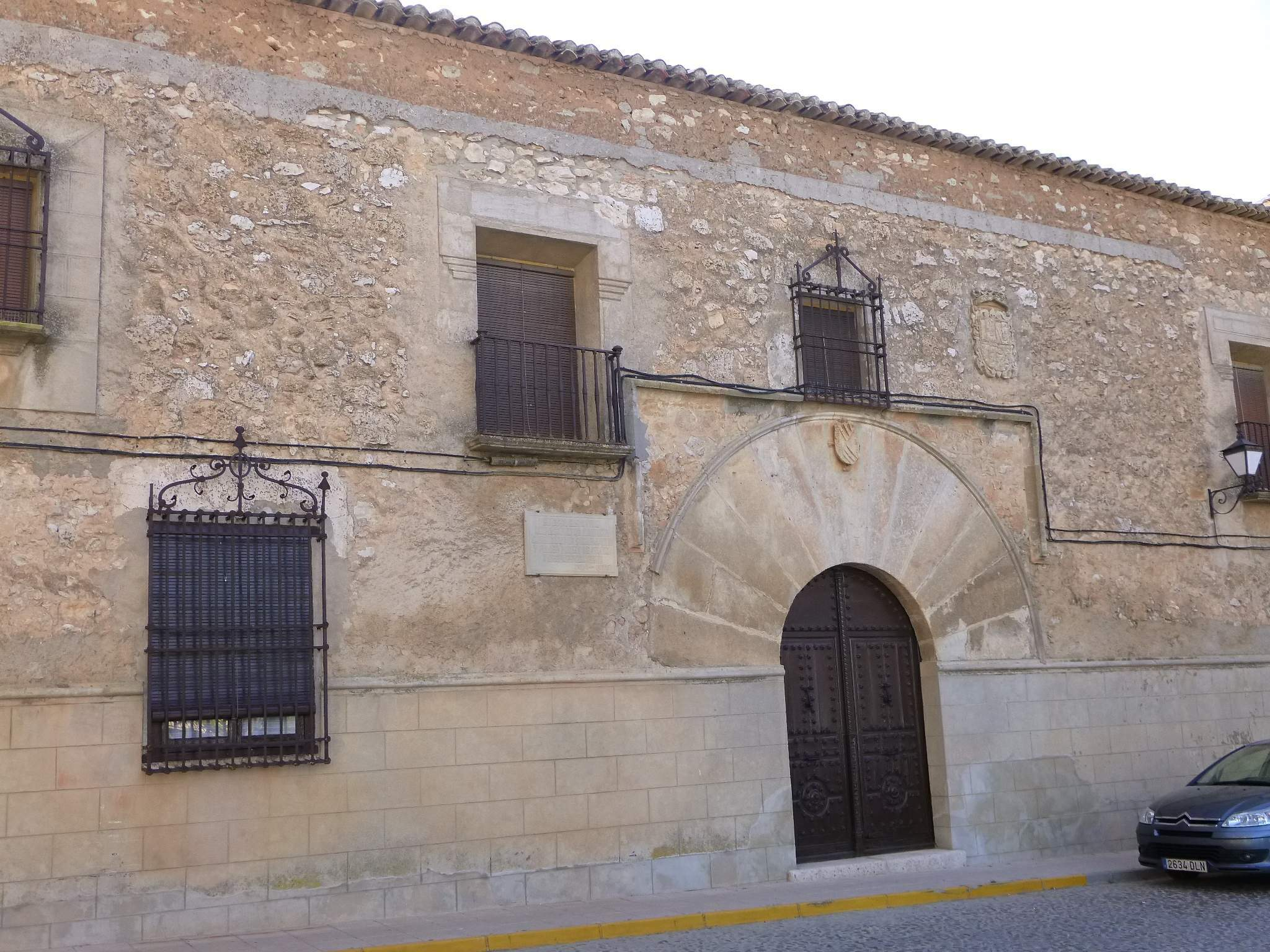
Palacio de la Encomienda

En medio de lo que fue la plaza pública de la ciudad y frente a la antigua casa consistorial, se encuentra la que fue la encomienda que la Orden de Santiago y sus comendadores tenían en la villa. Los diferentes moradores fueron imponiendo sus gustos e ideas a las distintas reformas que la casa sufrió, motivadas por las órdenes dadas por los visitadores de Santiago y por la riqueza y la duración del mandato de los distintos comendadores.
La casa actualmente se compone de un cuerpo de dos edificios unidos por un corredor. El primero de ellos, el que se encuentra más al sur, es el más antiguo, con planta de proporciones regulares, un cuadrado casi perfecto, superpuesto de otros tres cuadrados. Es un recinto pequeño y estrecho, debido probablemente a su origen defensivo, de cuyo sólo quedan las caballerizas. El segundo edificio es la ampliación mandada construir por Antonio de Mendoza en 1524, cuando quiso residir en la villa. Introdujo las ideas renacentistas heredadas de su padre, Íñigo López de Mendoza y Quiñones cuyas evidencias se plasman en la escalera del final del corredor y en los pilares y capiteles con volutas jónicas. Organizó la casa de modo coherente, dejando las piezas de servicio en la planta baja y las residenciales en el segundo piso, frente a la plaza pública, con cinco habitaciones que se conservan en la actualidad. De entre ellas podríamos destacar el aposento de los huéspedes, donde entre las muchas personalidades se alojó Santa Teresa de Jesús.
El marqués de Aguilar completó la obra, imitando el estilo de su predecesor. Quedó entonces un conjunto homogéneo de cuatro corredores de piedra y madera. Los actuales propietarios, los señores Lodares, hidalgos en Socuéllamos desde el siglo XVIII, le han dado el rumbo definitivo a la casa construyendo escaleras y nuevas dependencias, que han servido para conservar el pleno uso de la casa, que sigue en manos privadas.

#### Casa de la inquisición
Debido al importante número de moriscos residentes en Socuéllamos tras la rebelión de las Alpujarras tras el establecimiento de la Inquisición, alrededor de 1574, Uclés mandó un fiscal para que vigilara las fiestas populares, instalándose el tribunal en el siglo XVII. Socuéllamos fue uno de los lugares en los que actuó con mayor dureza. De la casa donde se ubicó el tribunal, situada en las proximidades de la iglesia de Nuestra Señora de la Asunción y del Palacio de la Encomienda, solo se conservan restos de la puerta original y un escudo de armas.

#### Centro de Arte Carmen Arias

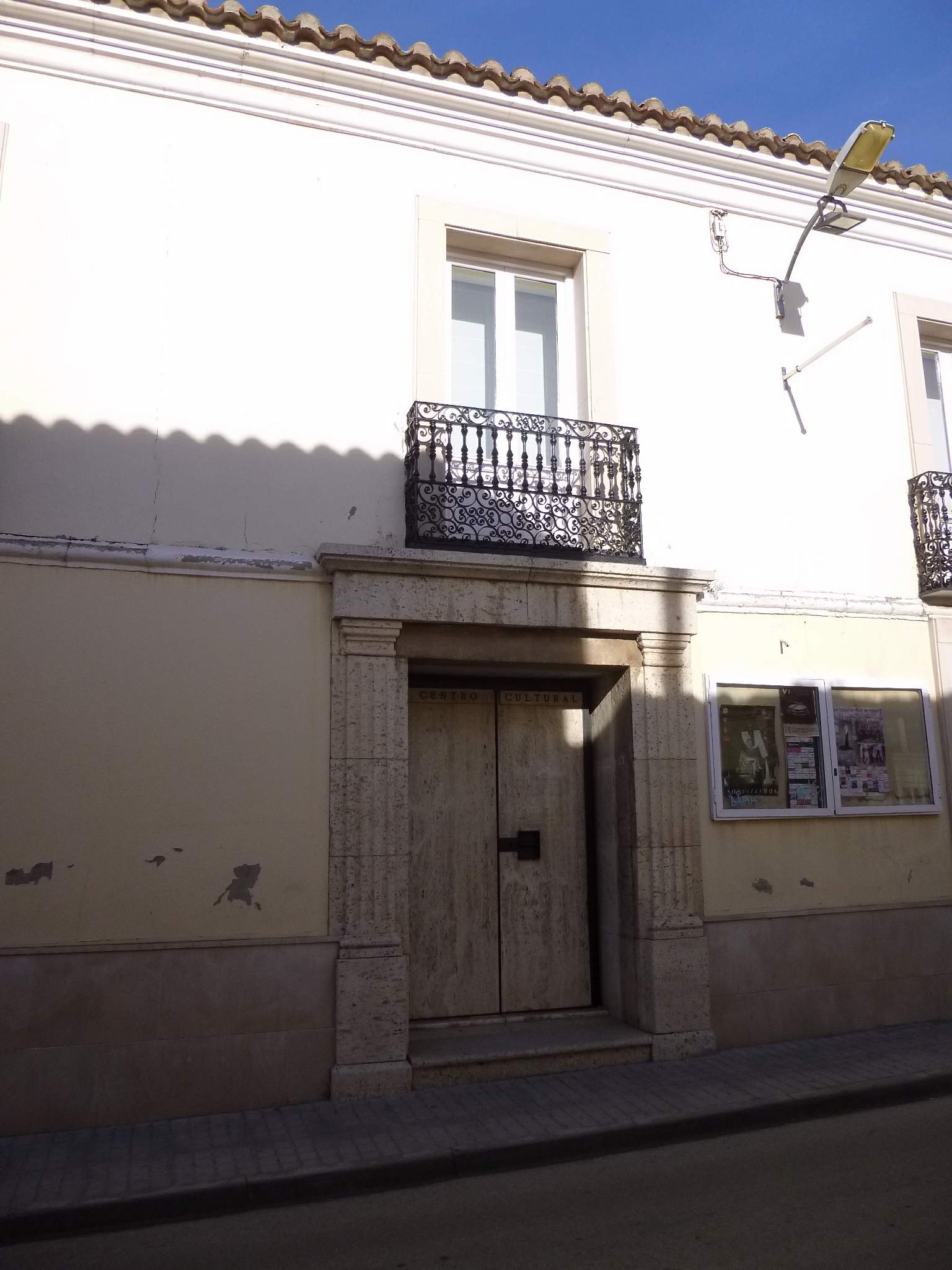
Centro de Arte Carmen Arias

Este espacio multiusos dedicado a la exhibición temporal de exposiciones de pintura, fotografía o de los trabajos de los talleres de la Universidad Popular, se ubica en la casa que Carmen Arias donó a la ciudad tras su muerte. El proyecto de crear un centro de arte fue una ambición personal del alcalde Ramón Parra (PCE) que defendió con estas palabras en el pleno del Ayuntamiento, frente a la oposición del PP: "si es verdad que D.ª Carmen desde el cielo nos está viendo, se alegrará al comprobar que gracias a ella y a nosotros, donde antes entró la barbarie hoy sale la cultura". Este centro de arte, el primero que tuvo la ciudad, fue inaugurado en 1990.

#### Museo de piedra Fray Luis de León
El Museo de piedra Fray Luis de León, es obra de Gregorio García, nacido en Belmonte (Cuenca). Alberga numerosas piezas, todas elaboradas con piedras, entre las que destacan algunas como la Cruz de Mayo permanente, a la que se accede a través de un original y trabajado arco también de piedra, o su original fachada. Gregorio García ha empleado más de 50 millones de piedras en la confección del conjunto de obras que se exponen en el museo.

#### Museo Torre del Vino

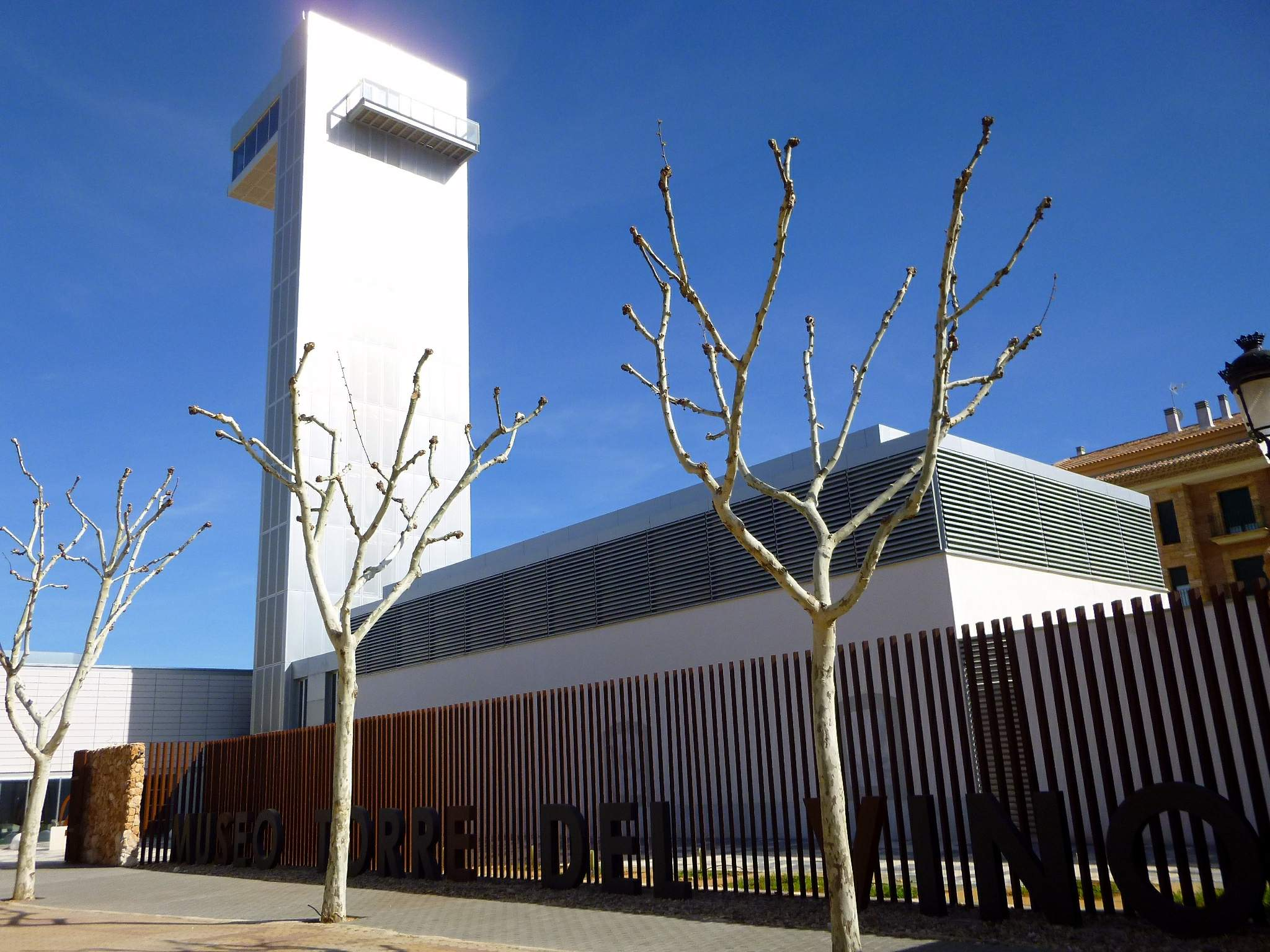
Museo Torre del Vino

El Museo Torre del Vino es un museo inaugurado en 2014 dedicado a conocer las características, la historia, la elaboración y la conservación del vino mediante el uso de nuevas tecnologías así como mediante la exposición de útiles de labranza tradicionales. Además del museo, cuenta con un mirador panorámico desde donde contemplar la ciudad y los viñedos. Este museo se vio envuelto en una gran polémica debido a los elevados costes de su construcción y mantenimiento.

#### Teatro auditorio Reina Sofía

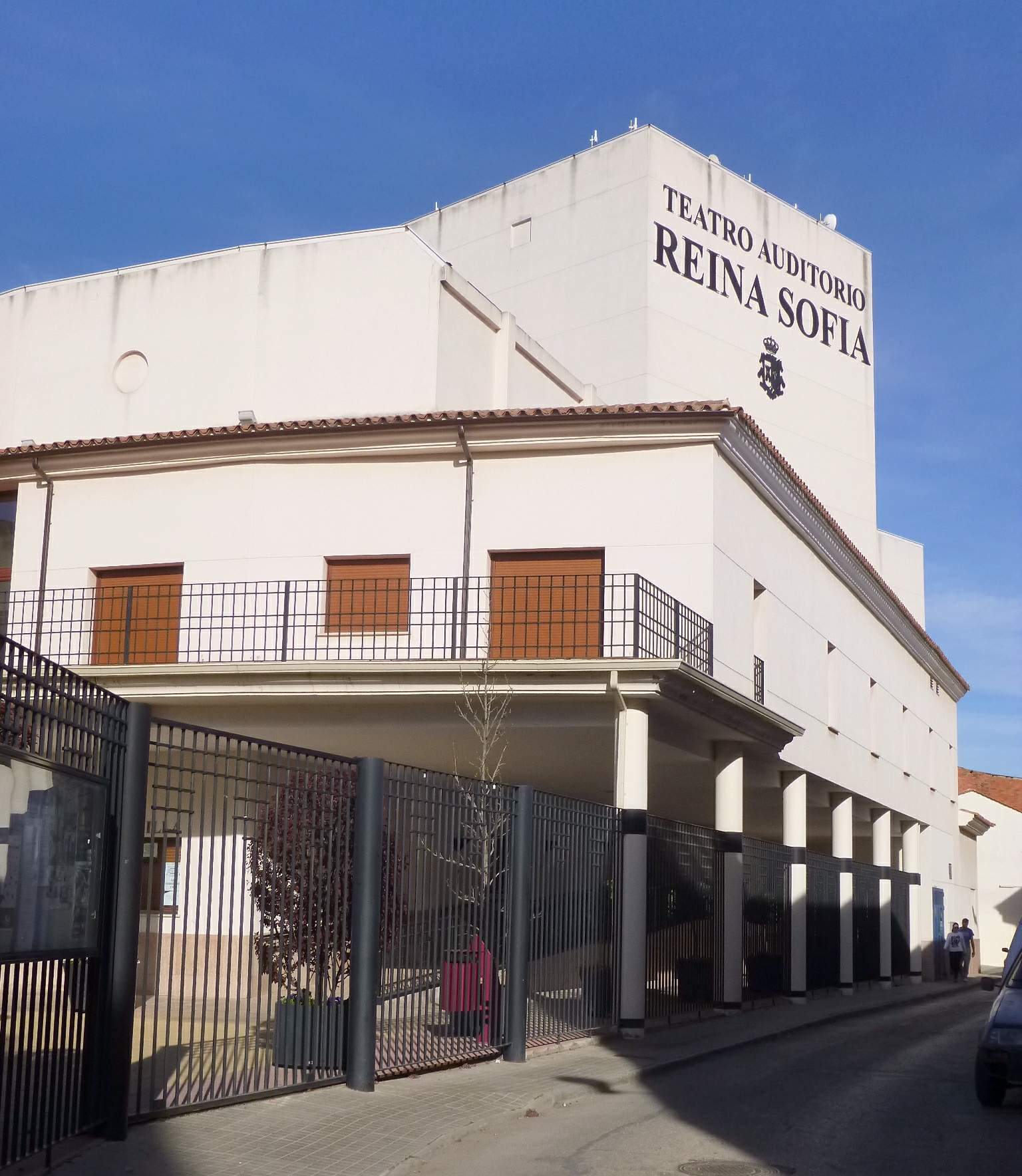
Teatro auditorio Reina Sofía

### Tarjetas postales ilustradas Socuéllamos 1903

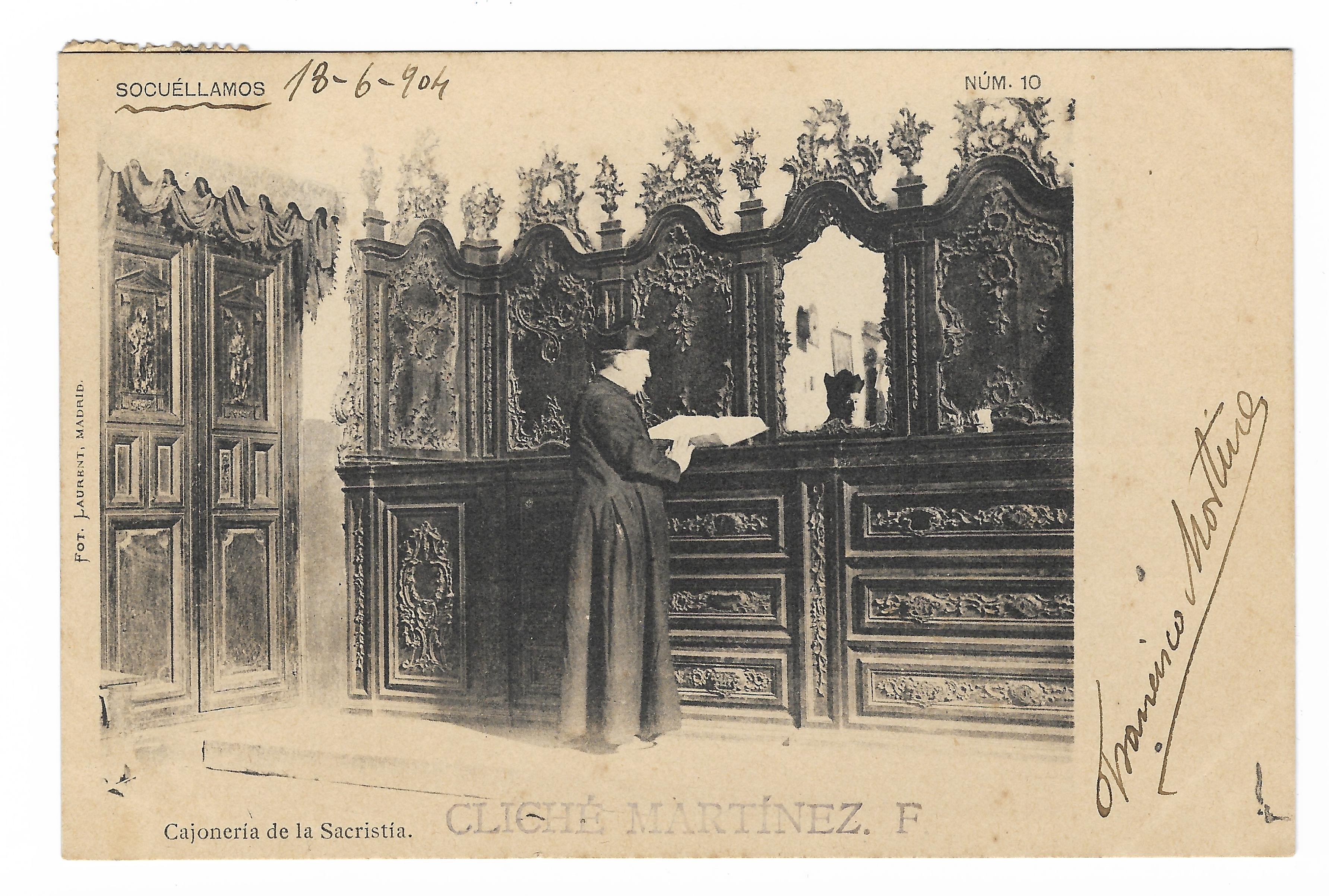
Tarjeta postal 10, serie "Socuéllamos 1903"

Uno de los reportajes fotográficos más antiguos de la comarca de La Mancha lo constituyen la serie de 10 tarjetas postales ilustradas, editadas en 1903, por el médico de la localidad, Francisco Martínez y González (médico titular de Socuéllamos entre 1885 y 1920). Apenas quedan 25 tarjetas postales originales de la serie Socuéllamos 1903, pues al estar destinadas principalmente al intercambio de las mismas con coleccionistas de otros países del mundo, la mayoría han desaparecido en el extranjero. Series completas de tarjetas postales de la provincia de Ciudad Real, editadas hasta 1905, se encuentran la serie Almadén, la propia capital Ciudad Real, y Socuéllamos.

### Deporte
En Socuéllamos, el principal deporte en cuanto afición se refiere es el fútbol. Cuenta con un equipo que militó en la segunda división B de España desde la temporada 2014-2017, la Unión Deportiva Socuéllamos. En cuanto a categorías inferiores, su filial, el Cristo de la Vega C.F., disputa la Liga provincial en la categoría de juvenil. Ambos equipos juegan en el estadio municipal Paquito Giménez. Dentro del fútbol conviene destacar la afición por el fútbol sala en la ciudad, cuya liga local cuenta con cerca de doscientos jugadores en su totalidad.
En lo que se refiere a voleibol, el Club Voleibol Roycan Socuéllamos llegó a alcanzar la Superliga femenina en la década de 1990, contando como capitana con la actual jugadora del Iruña y 150 veces internacional, Diana Sánchez. En esta década también destacó el atleta socuellamino Roberto Parra, que fue campeón de Europa en los 800 metros lisos en Estocolmo en 1996. Además alcanzó el título nacional en 15 ocasiones y fue olímpico en los juegos de Atlanta 1996 y Sídney 2000. 
El Club Baloncesto Socuéllamos tiene actualmente unos 100 jugadores federados, con equipos en todas las categorías provinciales, dos en las categorías regionales, dos en categoría autonómicas y un equipo sénior masculino en Tercera FEB , grupo B. El mayor logro deportivo del club fue una fase de ascenso a Segunda FEB (2022/2023) tras una excelente temporada con un balance de 19 victorias y 7 derrotas. Entre otros títulos destacan dos Campeonatos de la 1.ª División Nacional de Castilla-La Mancha (2020-2021) y (2023-2024), el Campeonato Sub-20 de Castilla-La Mancha (2013-2014) y dos segundos puestos en ese mismo torneo (2012-2013) y (2011-2012), además del Campeonato Júnior de Castilla-La Mancha (2008-2009) y su posterior participación en el Campeonato de España juvenil de baloncesto. Además, desde el año pasado (2020-2021) el Club cuenta con una nueva sección, CBS-Afymos que está federada en FECAM integrada por personas con capacidades diferentes.
Otros deportes sin tanta solera como pueden ser judo, fútbol-sala, ciclismo y tenis crecen exponencialmente ofreciendo a los habitantes numerosas posibilidades deportivas. 

#### Clubes y asociaciones deportivas
- Club Tiro con Arco Socuéllamos
- Club de Atletismo Crono de Socuéllamos
- Club Baloncesto Socuéllamos
- Club Ciclista Socuéllamos
- Club Shogai Judo Socuéllamos
- Club oficial de juegos populares para jóvenes
- Club Voleibol Socuéllamos
- Socuéllamos Squash Club
- Club Deportivo ParmaSports
- Sociedad de Cazadores de Socuéllamos
- Peña 6.º B
- Club Deportivo Mancha Custom Club
- Yugo Unión Deportiva Socuéllamos Club de Fútbol
- Peña Veteranos, de la Unión Deportiva Socuéllamos
- Peña de fútbol valencianista
- Peña madridista El Tragaluz-Julio Casabella
- Peña barcelonista Nicolaus Cassaus 99
- Peña de fútbol del Atlético de Madrid
- Peña Amigos del Athletic de Bilbao
- Club de Slot racing de Socuéllamos
- Club Hípico Socuéllamos
- Club Escuela Deportiva de Fútbol Sala de Socuéllamos
- Club deportivo de Fútbol 7 veteranos
- Club deportivo SocuellaMus
- Club deportivo Socubike
- Club deportivo Casman
- Cristo de la Vega Club de Fútbol
- Club Deportivo Olímpico
- Club de Tirachinas de Socuéllamos
- Club de Juegos Populares de Socuéllamos
- Club de Fronton Al Rincón
- Club de Atletismo Socuéllamos
- Asociación Cetrera socuellamina
- Club amigos del Tenis
- Club Deportivo AFYMOS

### Transportes

#### Carreteras

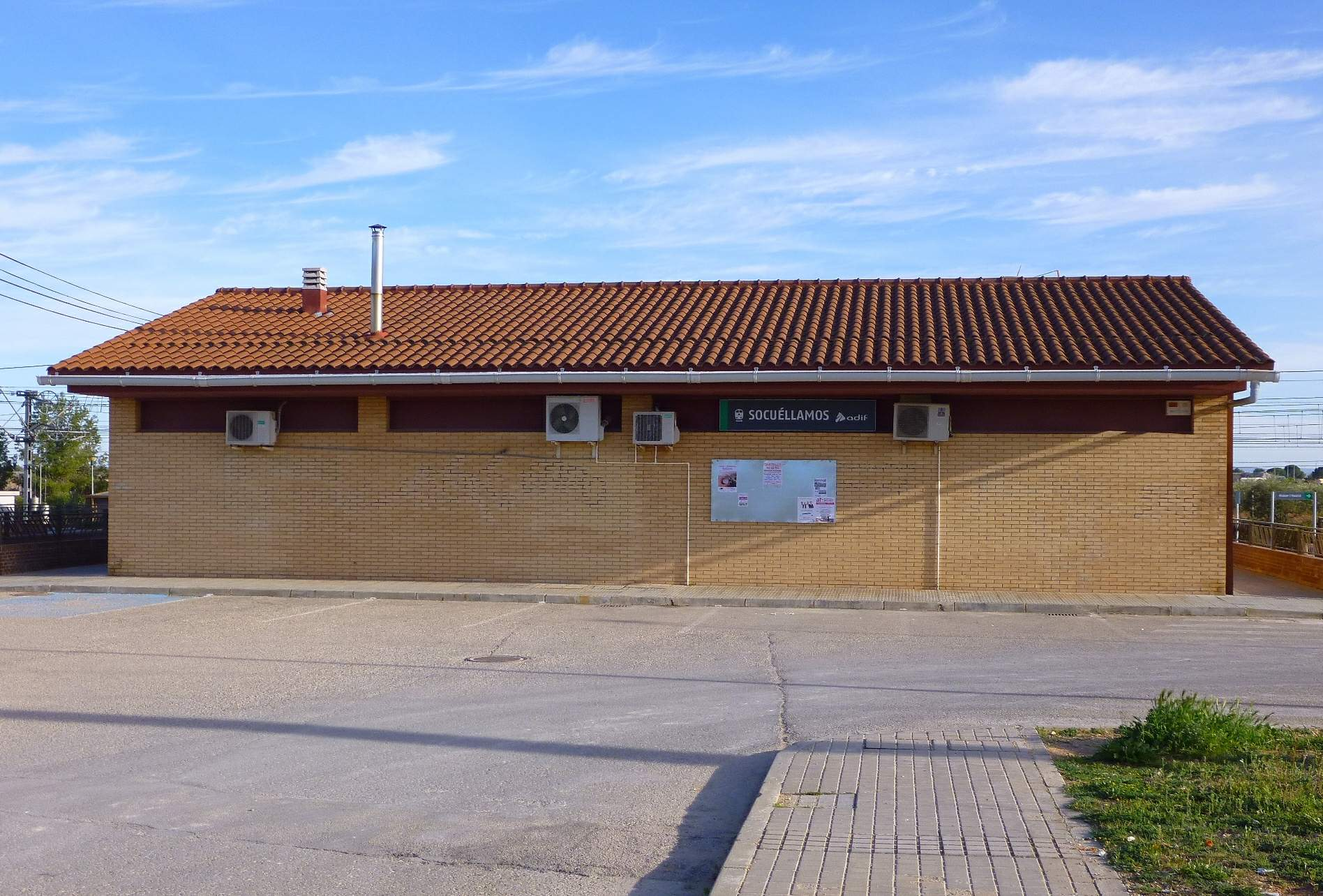
Estación de tren

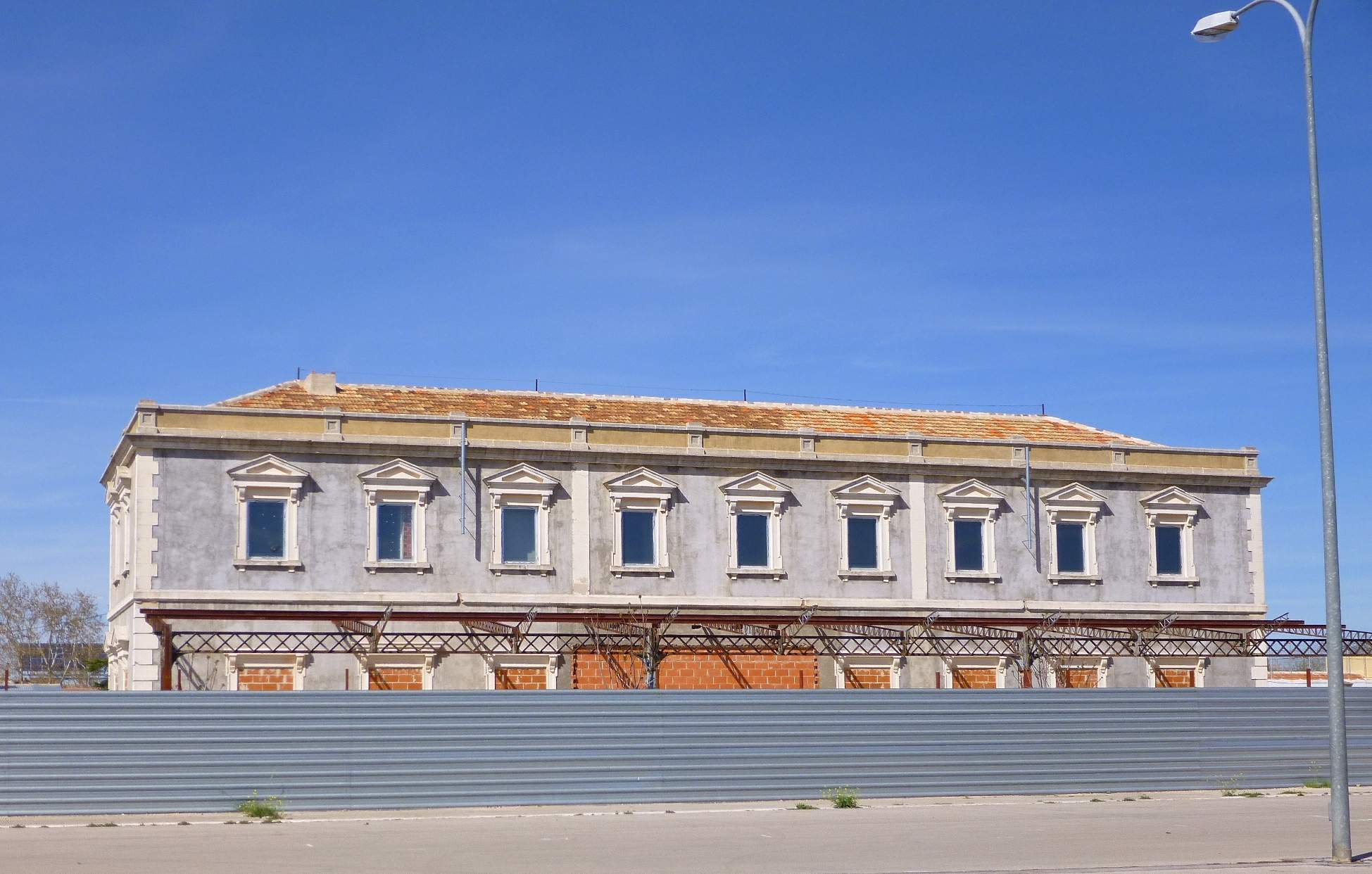
Antigua estación de tren de Socuéllamos (hasta 1997)

Existen dos autovías que comunican Socuéllamos, la CM-42, a través del enlace con la carretera CM-3102 en la salida 123 (Tomelloso Norte - Socuéllamos), y la A-43, a través del enlace con la carretera CM-3111 en la salida 117 (Socuéllamos - Sotuélamos).
Además, las carreteras CM-3111 y CM-3102 sirven de circunvalación, comunicando por el exterior de la ciudad las distintas carreteras que parten de Socuéllamos en dirección a Las Mesas (Cuenca), Pedro Muñoz, Arenales de San Gregorio, Tomelloso y la CM-42 (Tomelloso-Toledo) y Villarrobledo y la CM-3111 (Ciudad Real-Albacete).

#### Ferrocarril
Socuéllamos posee una estación de tren que conecta la ciudad con diferentes trenes de larga y media distancia operados por Renfe y que circulan por la línea convencional de Madrid a Levante, comunicando la ciudad con Alicante, Valencia, Murcia, Ciudad Real, Madrid, Cartagena, Sevilla y Barcelona.
Si bien la estación construida a mediados del siglo XIX por la M.Z.A. (Madrid-Zaragoza-Alicante) se situaba en el recinto del actual Museo Torre del Vino, bajo el que se conserva la planta del primigenio edificio de pasajeros, tuvo que ser trasladada por el crecimiento de la población. De tal modo se creó una mucho más amplia en lo que entonces eran las afueras de la población. Pero de nuevo el crecimiento urbano hacia el sur hicieron que las vías del tren dividieran en dos la ciudad, por lo que en 1997 la circulación ferroviaria fue desviada para circunvalar el casco urbano, construyendo una nueva estación, de tamaño mucho más modesto y destinada únicamente a pasajeros.

### Educación
Centros públicos de educación infantil y primaria
- CEIP Gerardo Martínez
- CEIP El Coso
- CEIP Carmen Arias

Centros de educación secundaria, bachillerato y formación profesional
- IES Fernando de Mena

Centros concertados
- Colegio concertado de educación infantil, primaria y secundaria Virgen de Loreto

Centros de educación de personas adultas
- Aula de Educación de Personas Adultas de Socuéllamos (adscrita al CEPA Simienza de Tomelloso)

Enseñanza no reglada y otros centros educativos
- CAI Arco Iris
- Centro de desarrollo infantil y atención temprana municipal de Socuéllamos
- Centro de atención a la diversidad funcional
- Universidad Popular
- Escuela municipal de música

### Instalaciones deportivas
- Complejo polideportivo Ramón Lodares (tenis, pádel, fútbol, baloncesto, frontón y rocódromo)
- Piscina municipal
- Piscina climatizada Diana Sánchez
- Pabellón polideportivo Gran Gaby
- Pabellón polideportivo Roberto Parra
- Campo municipal de fútbol y pabellón polideportivo Paquito Jiménez
- Campo de fútbol Pepele Peñarrubia